# متحف الناصرة
متحف الناصرة هو متحف في الهواء الطلق يقع في الناصرة، إسرائيل. يمثل المتحف بناء وتمثيل الحياة في القرية في الجليل في زمن المسيح.

## تاريخ
بني المتحف عام 2000 من قبل مستشفى الناصرة ا.م.م.س  ويتسم بمنازل وحقول مصطفة بأرصفة، نبيذ ومعاصر زيتون كلها بُنيت لتمثل تلك التي كانت في قرية الجليل في القرن الأول. يرتدي المسلمين والمسيحيين زيًا قديمًا من تلك الفترة حتى يظهروا للزوار كيف كانت تتم الأعمال الزراعية والمنزلية والحرفية قبل ألفي عام.

## روابط خارجية
- موقع متحف الناصرة